# Arnau de Carcassona
Arnau de Carcassona (Narbona?, ca. 1180 - València, ca. 1260) fou un frare mercedari, cosí de Pere Nolasc. És venerat com a beat en el si de l'Orde de la Mercè.
Era fill de la vescomtessa de Narbona. De natural devot, va voler seguir el seu cosí i, com ell, fou deixeble de l'abat Gaufred i es retirà amb ell un temps a fer vida eremítica, prop de Narbona. Prengué l'hàbit mercedari el mateix dia que es fundà l'Orde de la Mercè. Fou prior del monestir del Puig, prop de València, i promogué la disciplina monàstica i l'ensenyament de la regla entre els frares. Segons la tradició, va ordenar frare el futur Sant Pere Pasqual a València, en 1250.